# Peter Hamm
Peter Hamm (Múnic, 27 de febrer de 1937 – Tutzing, Alemanya, 22 de juliol de 2019) va ser un escriptor, poeta, periodista, editor, i crític literari alemany. Va escriure molts documentals, com ara sobre el poeta austríac Ingeborg Bachmann o el novelista Peter Handke. També escrigué als diaris alemanys Der Spiegel i Die Zeit entre molts altres. De 1964 a 2002, Hamm va treballar com a editor contribuidor de cultura per la emissora Bayerischer Rundfunk. També va formar part del jurat de diversos premis literaris, i era crític al canal de televisió suís Schweizer Fernsehen.

## Obres

### Poesia
- Sieben Gedichte (1958)
- Der Balken (1981)
- Die verschwindende Welt (1985)
- Den Traum bewahren (1989)

### Assajos
- Der Wille zur Ohnmacht (1992)
- Aus der Gegengeschichte / Lobreden und Liebeserklärungen (1997)
- Die Kunst des Unmöglichen oder Jedes Ding hat (mindestens) drei Seiten. Aufsätze zur Literatur (2007)
- Pessoas Traum oder: "Sei vielgestaltig wie das Weltall!" Aufsätze zur Literatur (2012)
- Ins Freie! Wege, Umwege und Irrwege in der modernen Schweizer Literatur (2014)
- Peter Handke und kein Ende. Stationen einer Annäherung (2017)